# Caleta Aldea
Die Caleta Aldea (spanisch; in Argentinien Caleta Tarragona) ist die nördliche der beiden Nebenbuchten des Mackellar Inlet in der Admiralty Bay von King George Island im Archipel der Südlichen Shetlandinseln. Sie liegt nordöstlich der Caleta Aguilera.
Chilenische Wissenschaftler benannten sie nach Juan de Dios Aldea Fonseca (1853–1879), einer Schlüsselfigur der Seegefechte von Iquique und von Punta Gruesa am 21. Mai 1879 im chilenisch-bolivianisch-peruanischen Salpeterkrieg. Der Hintergrund der argentinischen Benennung ist nicht überliefert.